# Einjährige Martynie
Die Einjährige Martynie (Martynia annua), auch Katzenkralle und Teufelskralle genannt, ist die einzige Pflanzenart der monotypischen Gattung Martynia in der Familie der Gemsenhorngewächse (Martyniaceae). Sie entstammt der neuen Welt und ist mittlerweile weltweit in tropischen Ländern als Neophyt anzutreffen.

## Beschreibung

### Habitus
Es sind langlebige Sommerannuellen, die dicklichen Rübenwurzeln entspringen und bis 1 m hoch oder höher werden. Die fleischigen, grünlichen Triebe verholzen im Alter leicht.

### Vegetative Merkmale
Die Blätter erscheinen an bis zu 25 cm langen Stielen. Die eiförmigen, dreieckigen bis herzförmigen Blattspreiten sind bis zu 25 cm lang und bis zu 30 cm breit. Die Blattbasis ist herzförmig bis stumpf. Die Blattränder sind schwach gelappt bis entfernt gezähnt oder fein gezähnt. Das Blattende ist spitz bis rundspitzig zulaufend. Die Blätter und Stängel, aber auch die Blüten und Blütenstiele sind haarig-klebrig.
Die Art bzw. Gattung kann als präkarnivor beschrieben werden.

### Generative Merkmale

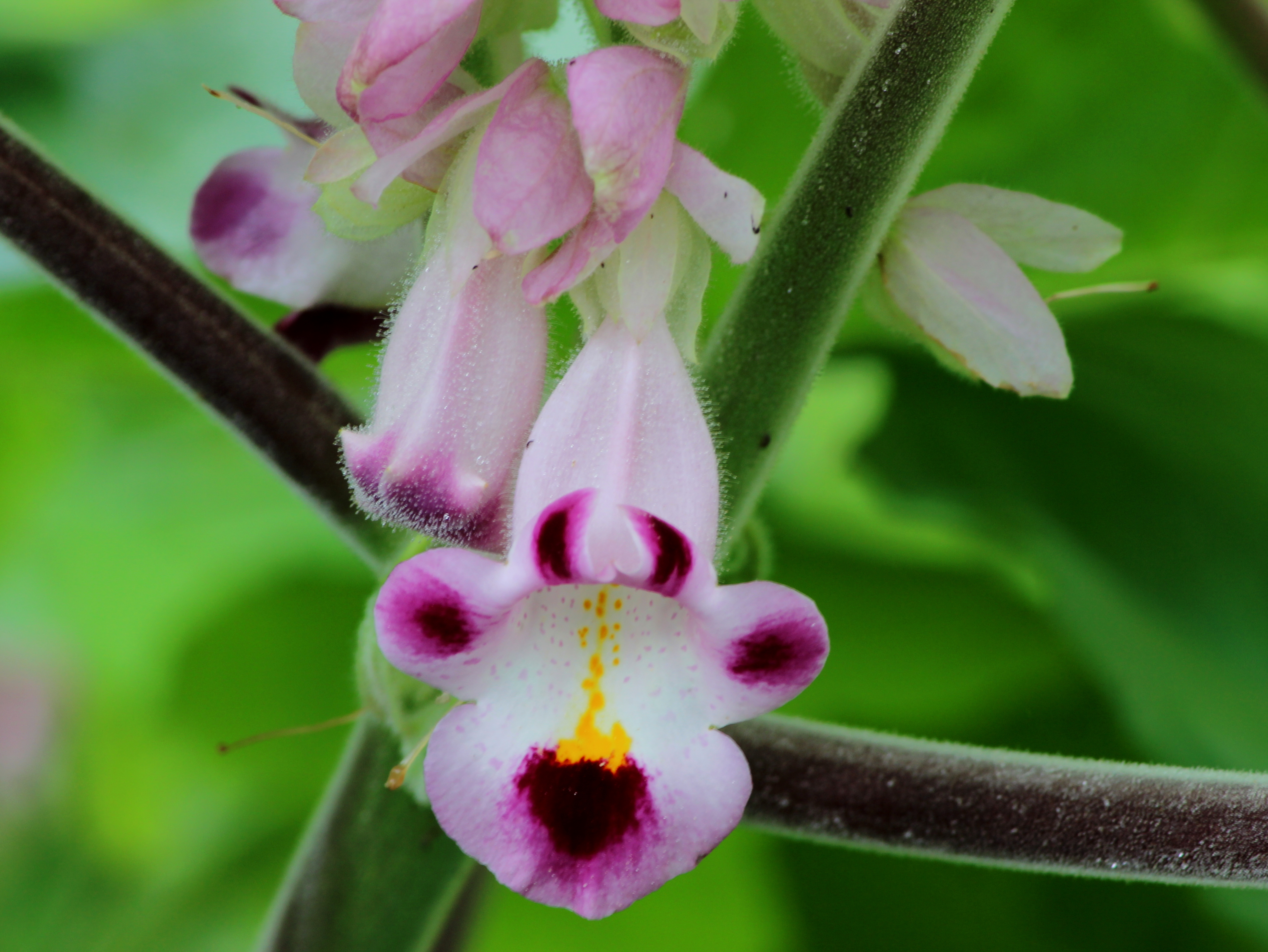
Blüte von Martynia annua

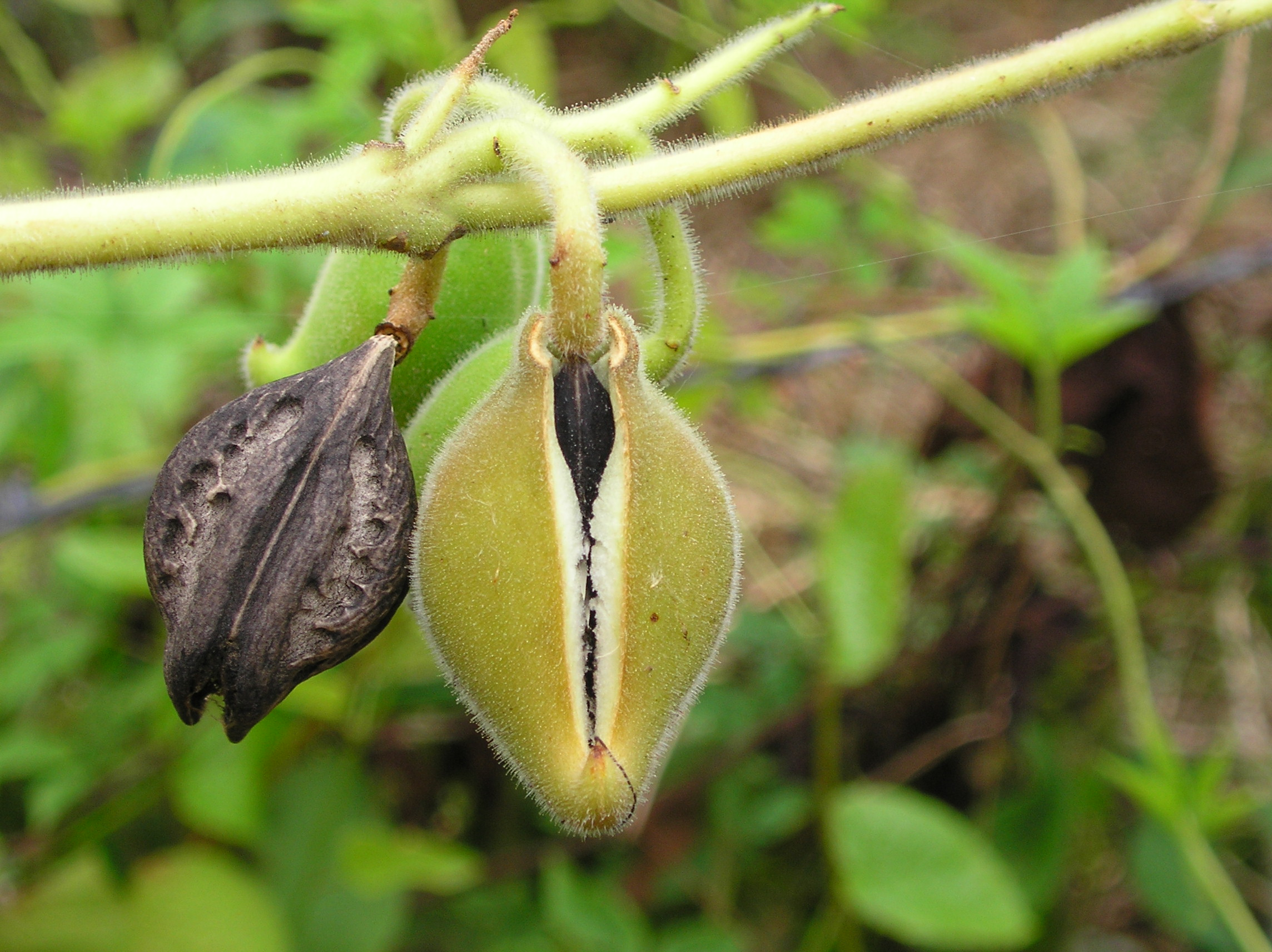
Reife Früchte von Martynia annua

Die schmal glockenförmigen und fünfzähligen Blüten erscheinen zahlreich (bis zu 20) pro Infloreszenz in lockeren Trauben, der Blütenstand wird so lang wie die Laubblätter. Es sind Tragblätter vorhanden. Die gestielten Blüten sind 4–6 cm lang und unangenehm riechend. Die Vorblätter sind verkehrt-lanzettlich und abfallend. Die Sepalen sind freistehend und ebenfalls verkehrt-lanzettlich. Die außen haarige Corolla ist weiß bis zart pink und zweilippig. Der verengte Teil der Blüten überragt die Kelchblätter, die Blütenröhre selbst ist bauchig bis schräg glockenförmig gestaltet. Der Schlund ist mit gelben, orangen oder purpurnen Flecken und streifigen Saftmalen verziert. Die Kronenblätter stehen mehr oder weniger weit ab und weisen jeweils einen purpurnen Fleck auf. Die Blüten tragen je zwei Staubblätter und drei Staminodien, die Antheren werden bis 8 mm lang. Der Fruchtknoten ist oberständig mit fadenähnlichem Griffel mit einer zweilappigen Narbe. Es sind nur wenige Samenanlagen vorhanden. Die Blütezeit beginnt im Juni und währt bis November, mit Höhepunkt im August.

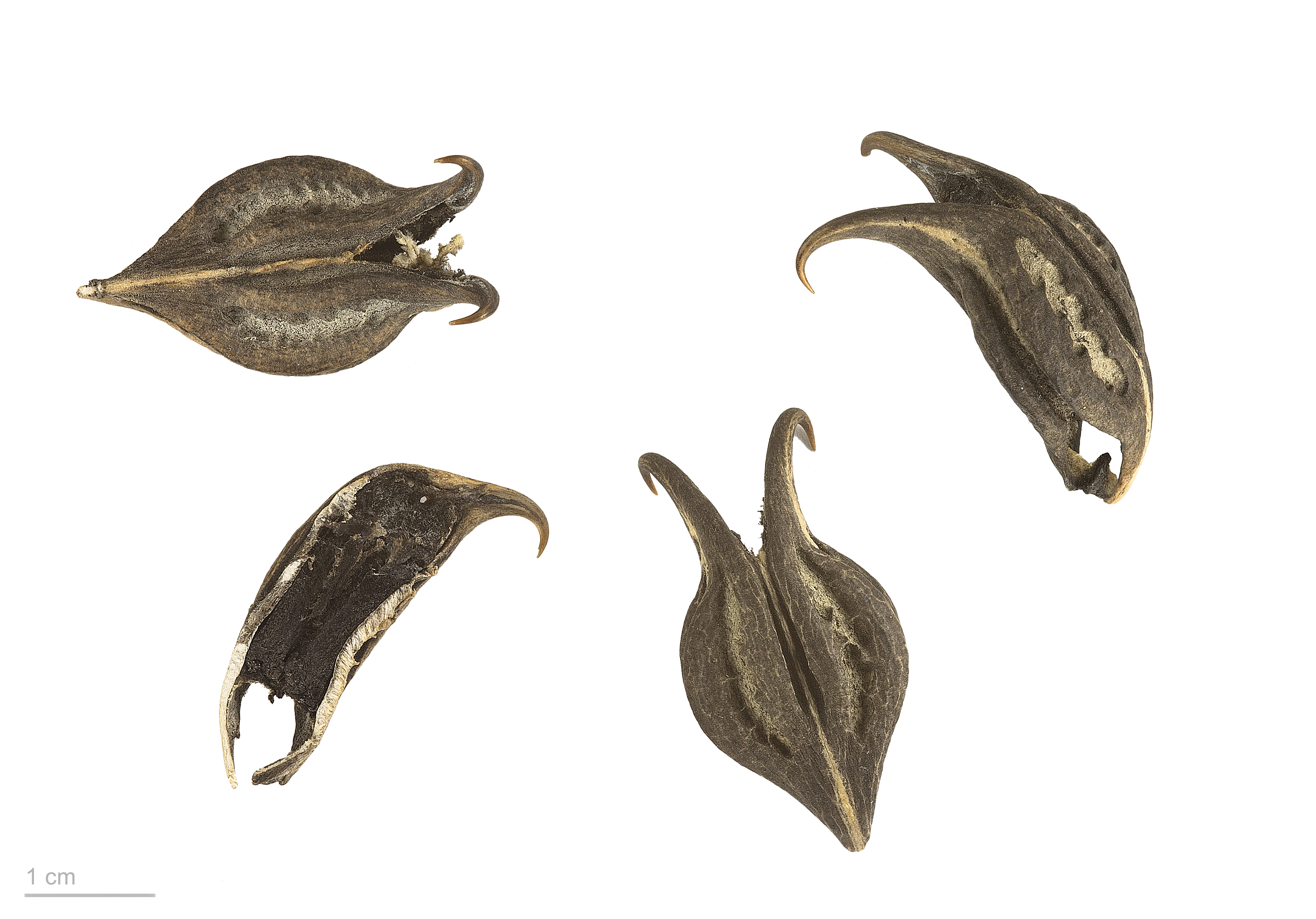
Holzige Kapseln von Martynia annua mit zwei kurzen Hörnern

Die kurz geschnäbelten und feinhaarigen, zur Reife bräunlich- bis grünlich-gelben Früchte sind eiförmig bis elliptisch und rücklings wie bäuchlings eingedrückt, das Meso-, Exocarp ist abfallend, das dunkelbraune und holzig-rippige und skulptierte Endokarp ist 25–40 mm lang und leicht gespalten. Die kurzen Hörner der Kapsel sind etwa 1 cm lang. Pro Kapsel werden 2–4 bis zu 2 cm lange Samen mit papierartiger Schale gebildet.
Die Chromosomenzahl beträgt 2n = 32 oder 36.

## Verbreitung
Martynia annua stammt ursprünglich aus Mexiko und Mittelamerika, sie ist besonders in Belize, Costa Rica, El Salvador, Guatemala, Honduras und Nicaragua verbreitet. Sie kommt auch auf den westindischen Inseln vor, so auf Kuba, Puerto Rico, Jamaika und in der dominikanischen Republik. Auch benachbarte Inseln zählen zu ihrer natürlichen Heimat. Mittlerweile wurde die Art in tropischen Regionen der Alten Welt eingebürgert, so in Ghana, Indien, Sri Lanka und Thailand. Aber auch in Australien und auf Neukaledonien, sowie in Pakistan und Nigeria, ist sie ein Neophyt.

## Systematik
Die Gattung ist nach dem deutsch-englischen Botaniker John Martyn (Johannes Martyn, 1699–1768) benannt.
Es existiert nur eine Art:
- Martynia annua L.; Einjährige Martynie, Katzenkralle, Teufelskralle, Uña de gato, Uña del diabolo, Uña de gavilan, Aguaro, Cucuyuche; Syn. Martynia angulosa Lam., Martynia diandra Gloxin, Carpoceras longiflora A.Rich., Disteira angulosa Raf., Vatkea diandra O.Hoffm.[1]

## Nutzung
Martynia annua wird, gleichsam anderen Gattungen aus der Martynienfamilie, in ihrer ursprünglichen Heimat seit der Frühzeit von diversen indigenen Völkern verschiedentlich genutzt und deshalb auch flächendeckend angebaut und kultiviert: als reine Zier- und Duftpflanze, als Gemüsepflanze, zu medizinischen Zwecken und zur Schädlingsbekämpfung. In Mexiko, Mittelamerika und Guatemala schlägt sich die breite Nutzbarkeit von Martynia annua in den unterschiedlichsten Trivialnamen nieder. Fast allerorts wird die Pflanze zwischen Tomaten- und Chili-Kulturen gepflanzt, um Schädlinge wie Blattläuse und Weiße Fliege wegzufangen. In Mexiko nutzt man die klebrigen Blätter zur Beseitigung von Federlingen an Geflügel und Tauben, in der Sprache der Zoque heißt die Pflanze Cucuyuche (dt. „Vogellaus-Fänger“). In Mexiko und Mittelamerika wird sie auf Nahuatl auch Xchukch-ikil (dt. „Vogelfloh-Angler“) genannt. In Mexiko werden frische Blätter getrocknet und zu Tee gegen Rheuma verarbeitet, oder die frischen Blätter werden auf gereizte und/oder verbrühte Haut aufgelegt. Die Früchte werden, wenn sie noch jung und weich sind, wie Essiggurken eingelegt und später verzehrt. Aus den hohlen, harten Trockenfrüchten werden Anhänger und Trockenschmuck gebastelt. Außerdem werden in Mexiko und in Mittelamerika die harten Schalen verbrannt und ihre Asche dazu genutzt, Lähmungen zu behandeln. Die Samen werden entweder geröstet und als Vogelfutter genutzt oder es wird Speiseöl daraus gewonnen. Martynia annua wird, wie einige andere Martynienverwandte, seit dem 17. Jahrhundert auch in Europa kultiviert. Ihre hübschen Blüten machten sie als Zierpflanze beliebt und so breitete sie sich rasch über verschiedenste Regionen der Welt aus, wo sie den dortigen Gartenkulturen entkam und nun als Neophyt Teil der dortigen Flora geworden ist.